# Chromatoiulus hercules
Chromatoiulus hercules är en mångfotingart som beskrevs av Karl Wilhelm Verhoeff 1901. Chromatoiulus hercules ingår i släktet Chromatoiulus och familjen kejsardubbelfotingar. Inga underarter finns listade i Catalogue of Life.